# Akari Omori
Akari Omori (en japonés: 大森朱莉, Omori Akari; 3 de septiembre de 2002) es una deportista japonesa que compite en judo. Ganó una medalla de bronce en el Campeonato Asiático de Judo de 2024, en la categoría de –57 kg.

## Palmarés internacional
| Campeonato Asiático | Campeonato Asiático | Campeonato Asiático | Campeonato Asiático |
| Año                 | Lugar               | Medalla             | Categoría           |
| ------------------- | ------------------- | ------------------- | ------------------- |
| 2024                | Hong Kong (China)   | Medalla de bronce   | –57 kg              |